# Ralph Abercromby
Ralph Abercromby KCB (ur. 7 października 1734 w Menstrie, zm. 28 marca 1801 w Aleksandrii) – brytyjski wojskowy i polityk, członek Parlamentu Zjednoczonego Królestwa.

## Życiorys
Ralph Abercromby (spotykana jest również pisownia: Abercrombie) urodził się w szkockiej miejscowości Menstrie, w hrabstwie Clackmannanshire. Był najstarszym synem George'a Abercromby. Po ukończeniu prestiżowej Rugby School studiował prawo na uniwersytetach w Lipsku i Edynburgu. W marcu 1756 roku wstąpił do 3. pułku dragonów gwardii (3rd Dragoon Guards) i wraz z nim wziął udział w wojnie siedmioletniej walcząc w północno-zachodnich Niemczech.
W 1781 roku został awansowany na pułkownika (Colonel) w King's Irish Regiment. Ponieważ w toczącej się wówczas wojnie o niepodległość Stanów Zjednoczonych jego sympatia była po stronie kolonistów, w 1783 roku wystąpił z armii, aby nie musieć walczyć przeciwko nim. Rok później został wybrany do Parlamentu Zjednoczonego Królestwa z okręgu Clackmannanshire. Później okręg ten reprezentował również jego młodszy brat, Robert, także generał armii brytyjskiej.
Po wybuchu wojny z rewolucyjną Francją w 1793 roku powrócił w szeregi wojska jako dowódca brygady w armii Fryderyka Hanowerskiego, księcia Yorku (drugiego syna króla Jerzego III). W następnym roku wziął udział w działaniach na terenie Niderlandów, odnosząc ranę pod Nijmegen. Zimą 1794 roku dowodził brytyjskim odwrotem z Holandii, za co został odznaczony Orderem Łaźni. W 1795 roku zastąpił sir Charlesa Greya na stanowisku dowódcy wojsk brytyjskich w Indiach Zachodnich.
W 1796 roku wojska Ralpha Abercromby wyparły Francuzów z wysp Trynidad, Grenada, Santa Lucia i Saint Vincent oraz posiadłości na kontynencie południowoamerykańskim: Demerara i Essequibo (dawnych kolonii holenderskich). Po tych sukcesach generał powrócił do Wielkiej Brytanii, gdzie został w 1797 roku mianowany dowódcą armii brytyjskiej w Irlandii. Jednak, na skutek nieporozumień z miejscowymi władzami cywilnymi, ustąpił ze stanowiska po kilku miesiącach. Pod koniec roku wziął udział w nieudanej wyprawie księcia Yorku do Niderlandów, jako jego zastępca.
W 1801 roku generał Ralph Abercromby został wysłany do Egiptu, gdzie wojska brytyjskie toczyły wojnę o wyparcie Francuzów. 8 marca jego armia desantowała się pod Abukirem. W ciągu wielodniowej bitwy odrzucili wojska francuskie pod Aleksandrię. 21 marca nastąpił kolejny atak Francuzów, wzmocnionych przez nadchodzące posiłki. Podczas jego odpierania generał Abercromby został postrzelony w udo. Przeniesiony na okręt flagowy floty brytyjskiej, HMS "Foudroyant", pomimo prób interwencji chirurgicznej zmarł 28 marca. Jego ciało zostało przewiezione na Maltę i tam pochowane.
Ralph Abercromby został upamiętniony pomnikiem w londyńskiej katedrze św. Pawła, wzniesionym z inicjatywy członków Izby Gmin. Wdowa po nim otrzymała tytuł baronessy i roczną pensję w wysokości 2000 funtów (z prawem dziedziczenia jej przez dwa kolejne pokolenia). Generał Abercromby miał siedmioro dzieci, w tym czterech synów, z których wszyscy byli członkami Parlamentu, a dwóch wysokimi oficerami armii brytyjskiej.